# ばあちゃんの星
『ばあちゃんの星』（ばあちゃんのほし）は、1975年10月3日から同年12月26日までTBS系列で放送されていたTBS製作のテレビドラマである。全13話。放送時間は毎週金曜 20:00 - 20:55 。

## 概要
舞台は東京のある所にある、下宿屋を営む鰐淵家。主人公の鰐淵トラばあさんを中心に、孫のタカオやずうとるび演じる下宿人ら周りの人々を巻き込んで大騒動を巻き起こすというコメディーホームドラマ。
　
過去にTBSが放送していた人気テレビドラマ『七人の孫』（主演：森繁久彌）の「ばあちゃん版」狙いで企画された作品。当時悠木千帆と名乗っていた樹木希林の初主演作であり、南川泰三の脚本家デビュー作でもある。しかし視聴率は1桁台を記録し、放送のたびに作品非難の電話が掛かってきたという。

## キャスト
- 鰐淵トラ〈70〉：悠木千帆[2]
  - 鰐淵家の主のような存在。夫・源平衛は既に亡く、昭一（長男）と朝雄（次男）をもうけるも、昭一は行方不明（どこかの戦地に赴き、戦死したとも言われている）。その昭一の息子で孫であるタカオと、朝雄一家と一つ屋根の下で暮らす。
- 鰐淵タカオ〈20〉山田隆夫（ずうとるび）[2]
  - トラの孫（昭一の息子）。大学生。下宿人で同じ大学生である江藤、新井、今村はいずれも自分の友人で、自分の部屋にこの4人みんながたむろしている。そのタカオの部屋で、変な呪文を唱えて体を空中に浮かせたり、固定した自転車を速く動かして競輪場ごっこをやったり、ブルース・リーの物真似をやったり、4人でバンド演奏をやったり等々の騒動を巻き起こす。
- 江藤〈20〉：江藤博利（ずうとるび）
- 新井〈20〉：新井康弘（ずうとるび）
- 今村〈20〉：今村良樹（ずうとるび）
- 鰐淵朝雄〈46〉：小池朝雄
  - トラの次男。作詞家をしているが売れていない。自分は鰐淵家の家長だとしているが、トラには頭が上がらない。
- 鰐淵久美〈40〉：水野久美
  - 朝雄の妻。売れていない夫を信じて愛しているという良妻な一面がある。
- 鰐淵圭子〈19〉：秋本圭子
  - 朝雄と久美の娘。秀才の女子大生。新井から好意を持たれている。
- 鰐淵れいこ〈24〉：風吹ジュン
  - 久美の実の妹。10歳の時に階段から転げ落ちて頭を打ったその影響で、頭の回転が鈍い所がある。新井に好意を持っている。
- 横山善太：谷啓
  - 鰐淵家に図々しく住み着いているという下宿人。キャバレーでトランペッターをしている。
- 光林寺住職：嵐寛寿郎
  - トラの亡き夫である鰐淵源平衛の墓がある光林寺の住職。トラの良き相談相手でもある。

## スタッフ
- プロデューサー：居作昌果
- 脚本：つかこうへい[1]、南川泰三[1]、山元清多[1]、斎藤憐
- 演出：服部晴治[1]

## 挿入歌
- 歌：悠木千帆